# مارک بسنایت
مارک بسنایت (زاده ۱۳ مه ۱۹۴۷ – درگذشته ۲۸ دسامبر ۲۰۲۰) یک سیاستمدار آمریکایی بود که از سال ۱۹۸۴ تا زمان استعفای خود درست قبل از شروع دوره‌ای که می‌توانست به‌عنوان یکی از اعضای دموکرات مجلس سنای ایالت کارولینای شمالی به نمایندگی از ناحیه ۱ خدمت کند.
بسنایت در مانتو، کارولینای شمالی متولد شد و در سال ۱۹۶۶ از دبیرستان Manteo فارغ‌التحصیل شد. او در ۲۳ مارس ۱۹۶۸ با سندی تیلت فقید ازدواج کرد. آنها با هم دو فرزند به نام‌های کارولین و ویکی را به دنیا آوردند. بسنایت از سال ۱۹۷۴ تا ۱۹۷۶ ریاست دفتر گردشگری شهرستان دره را بر عهده داشت و از سال ۱۹۷۷ تا ۱۹۸۳ عضو هیئت حمل و نقل کارولینای شمالی بود. اگرچه بسنایت هرگز در کالج شرکت نکرد، اما در سال ۱۹۹۶ مدرک لیسانس افتخاری را از دانشگاه کارولینای شرقی دریافت کرد. بسنایت یکی از اعضای ماسون‌ها بود.